# Вейнерович, Иосиф Наумович
Ио́сиф Нау́мович Вейнеро́вич (бел. Іосіф Наумовіч Вейняровіч) (1909—1998) — советский кинооператор и режиссёр неигрового кино, фронтовой кинооператор. Народный артист БССР (1973), лауреат Сталинской премии второй степени (1943).

## Биография
Родился в 11 (24) декабря 1909 в Минске в рабочей семье. В 1924—1925 годах — рисовальщик в Минской областной библиотеке. В 1925—1929 годах — лаборант кинофабрики «Белгоскино», где снимал мультипликационные фильмы. Окончил кинокурсы в Ленинграде, а в 1934 году операторский факультет ГИКа, c 1935 года оператор Минской студии кинохроники.
С началом ВОВ, заставшей его в Минске, добрался до Центральной студии кинохроники, где стал военным корреспондентом киногруппы Западного фронта и участвовал в съёмках обороны Москвы. С февраля 1942 служил в киногруппе Брянского фронта, с апреля снимал в партизанских отрядах в тылу врага, писал заметки для «Партизанской правды». В 1943—1944 годах находился у партизан Белоруссии. В июле 1944 вместе с войсками 1-го Белорусского фронта вошёл в Минск, засняв первые часы после освобождения. Завершил войну в звании инженера-капитана, за боевые заслуги награждён орденами и медалями.
C 1945 года — вновь на Минской студии научно-популярных и хроникально-документальных фильмов в качестве режиссёра-оператора. В 1951 году по надуманному обвинению был остранён от работы и уволен со студии (многие связывали это с антисемитской кампанией, см. «Дело Вейнеровича»). С мая 1951 года по август 1953 года работал младшим научным сотрудником в Институте механизации и электрификации сельского хозяйства АН БССР. Впоследствии был восстановлен на студии.
Член ВКП(б) с 1942 года, член Союза кинематографистов СССР с 1957 года.
И. Н. Вейнерович скончался 29 августа 1998 года в Минске.

### Семья
Первая жена вместе с дочерью Светланой (род. 1940) погибли в 1941 году на оккупированной территории, не добравшись до Москвы.
 Сын от первого брака — Борис Иосифович Вейнерович (род. 1935) чудом спасся, был в плену, впоследствии кадровый офицер Советской армии.
Дочери от второго брака: Ирина Иосифовна Морозова и Татьяна Иосифовна Коржицкая.

## «Дело Вейнеровича»
Громкий процесс над единственным лауреатом Сталинской премии в белорусском кинохроникальном цехе начался в 1950 году — во время охватившей страну кампании борьбы с космополитизмом. В ЦК КП(б) Белоруссии поступил сигнал, что Вейнерович «применял на съёмке грубые, фальшивые инсценировки, выдавая снятые им кадры за действительные документы». Министерство кинематографии, засучив рукава, принялось за следовательскую работу. Рассматривался киножурнал «Советская Беларусь» № 24 и № 27 об уборке урожая и выдаче колхозникам хлеба по трудодням, № 37—38, посвященный семидесятилетию Сталина, а также новогодний сюжет о многодетной матери. И в январе 1951 года от министра кинематографии БССР Н. Ф. Садковича в ЦК КП(б)Б поступил секретный доклад о результатах проверки с предложением наказать виновных в «приукрашивании действительности»:

…оператора уволить из системы Министерства кинематографии БССР, режиссёра Стрельцова отстранить от режиссёрской работы сроком на один год, режиссёру Шульману и редактору хроники Фрайману, причастным к новогоднему сюжету, объявить выговор, администратору Харику — строгий выговор.
— Николай Садкович, министр кинематографии БССР 17 января 1951
Вопрос был вынесен на Бюро ЦК КП(б)Б. Вейнеровичем и его коллегами к этому времени были написаны не по одной объяснительной. Но и это было обращены против обвиняемых:

В своём объяснении, поданном на Ваше и на моё имя, оператор Вейнерович пытается смягчить и исказить факты. Простое сличение монтажного листа, кадров, вошедших в журнал, и текста объяснения показывает недобросовестность автора.
— Из отчёта Николая Садковича секретарю ЦК КП(б)Б Т. С. Горбунову, январь 1951
Официальное разбирательство набирало обороты, к февралю стоял вопрос об исключении из партии и привлечении к судебной ответственности «за провокационные действия» оператора — постановление было подписано первым секретарем ЦК КП(б) Белоруссии Н. Патоличевым. В марте прокуратура БССР подготовила первое заключение на основе описания кинокадров. Вейнерович как мог использовал свои давние связи с руководящим звеном белорусских хозяйственников, в итоге уголовное дело возбуждено не было, его окончанию, вероятно, помешали мартовские события 1953-го.

## Фильмография
Оператор
- 1925 — Советская Белоруссия (киножурнал)
- 1930 — На границе
- 1932 — Т-26
- 1933 — Большая весна
- 1934 — Кузница кадров
- 1935 — С хуторов — в колхозные поселения
- 1935 — Шаги пятилетки
- 1936 — Ударом на удар
- 1937 — Право на образование
- 1938 — Белорусский свадебный обряд
- 1939 — Воля народа
- 1939 — Осушение болот
- 1941 — Наша Москва
- 1942 — В тылу врага
- 1942 — День войны
- 1942 — Разгром немецких войск под Москвой
- 1943 — Народные мстители
- 1943 — Освобождение Советской Украины
- 1944 — Освобождение Советской Белоруссии — главный оператор
- 1945 — Наши дети (совм. с С. Фридом, Н. Садковичем)
- 1945 — Победный май
- 1946 — В родную семью
- 1946 — Наши дети
- 1946 — Обогащённая земля
- 1946 — Строители
- 1946 — Суд народов
- 1947 — Новоселье
- 1948 — Минск строится
- 1948 — 30 лет БССР
- 1949 — Счастье народа
- 1950 — Освоение и осушение болот
- 1950 — Советская Белоруссия
- 1954 — Льноводы Белоруссии
- 1954 — Неоценимое богатство
- 1955 — Передовые методы
- 1955 — Теплофикация колхоза
- 1956 — Книгу в массы
- 1956 — Колхоз им. Калинина
- 1956 — Кукуруза на полях Белоруссии
- 1957 — Потребкооперация Белоруссии
- 1958 — Беларусь индустриальная
- 1958 — В единой семье
- 1958 — Ценная культура
- 1959 — Испытание сельхозмашин
- 1959 — Механизация животноводческих ферм
- 1959 — Птицеводство Белоруссии
- 1960 — Дом на проспекте
- 1960 — Малюнки родного края
- 1960 — Могучий резерв
- 1960 — Творцы нового
- 1961 — Песня нашей земли
- 1961 — Питательно и вкусно
- 1961 — Сказка о Беловежи
- 1962 — Моя семья
- 1962 — Наперекор невзгодам
- 1962 — Утро над Бугом
- 1962 — Человека ведет мечта
- 1963 — Золотое дно
- 1963 — Над рекой Аресой
- 1963 — Рядом друзья
- 1963 — Сердце бьется вновь
- 1964 — Конец канители
- 1965 — Баллада о матери
- 1965 — Дорога без привала
- 1966 — Улицы бессмертия
- 1967 — Генерал Пуща
- 1968 — Цветы в декабре
- 1969 — Сколько счастью лет?
- 1970 — Весна верности
- 1971 — В огне жизни
- 1971 — Здравствуй, университет!
- 1971 — Преемник
- 1971 — Хлеб на кленовых листьях
- 1972 — Баллада о мужестве и любви
- 1972 — Похороны Притыцкого
- 1973 — Ступени роста
- 1974 — Могилёв: дни и ночи мужества

Режиссёр
- 1930 — На границе
- 1937 — Право на образование
- 1938 — Белорусский свадебный обряд
- 1939 — Воля народа
- 1939 — Осушение болот
- 1946 — В родную семью
- 1946 — Обогащенная земля
- 1946 — Строители
- 1946 — Суд народов
- 1954 — Неоценимое богатство
- 1955 — Передовые методы
- 1955 — Теплофикация колхоза
- 1956 — Книгу в массы
- 1956 — Колхоз им. Калинина
- 1956 — Кукуруза на полях Белоруссии
- 1957 — Потребкооперация Белоруссии
- 1958 — Беларусь индустриальная
- 1958 — В единой семье
- 1958 — Ценная культура
- 1959 — Испытание сельхозмашин
- 1959 — Механизация животноводческих ферм
- 1959 — Птицеводство Белоруссии
- 1960 — Дом на проспекте
- 1960 — Малюнки родного края
- 1960 — Могучий резерв
- 1960 — Творцы нового
- 1961 — Песня нашей земли
- 1961 — Питательно и вкусно
- 1961 — Сказка о Беловежи
- 1962 — Золотое дно
- 1962 — Моя семья
- 1962 — Наперекор невзгодам
- 1962 — Утро над Бугом
- 1962 — Человека ведёт мечта
- 1963 — Над рекой Аресой
- 1963 — Рядом друзья
- 1963 — Сердце бьется вновь
- 1964 — Конец канители
- 1965 — Баллада о матери
- 1965 — Дорога без привала
- 1966 — Улицы бессмертия
- 1967 — Генерал Пуща
- 1968 — Цветы в декабре
- 1969 — Сколько счастью лет?
- 1970 — Весна верности
- 1971 — В огне жизни
- 1971 — Здравствуй, университет!
- 1971 — Преемник
- 1971 — Хлеб на кленовых листьях
- 1972 — Баллада о мужестве и любви
- 1972 — Похороны Притыцкого
- 1973 — Ступени роста
- 1974 — Могилев: дни и ночи мужества
- 1975 — О матерях можно рассказывать бесконечно
- 1976 — Право на бессмертие
- 1977 — Горизонты дорог
- 1977 — Минск — город-герой
- 1978 — Бессмертный подвиг Минска
- 1978 — Пора дерзаний
- 1978 — Штрихи к портрету
- 1979 — Мы — кузнецы
- 1979 — Празднование освобождения
- 1980 — 5 лет и вся жизнь
- 1980 — На тревожных перекрестках
- 1980 — Три цвета радости
- 1981 — Доброго вам здоровья
- 1983 — Наглядность в политучёбе
- 1984 — Постижение тайны
- 1984 — Рельсовая война. Три удара
- 1985 — Бегомльская легенда
- 1985 — Трудные радости
- 1986 — Старовойтов отвечает Си-Эн-Эн
- 1986 — Улица младшего лейтенанта Степанова

## Награды и звания
- орден Красного Знамени (06.08.1942)[9]
- Сталинская премия второй степени (1943) — за фронтовые съёмки партизанских соединений Украины и Белоруссии для «Киножурнала 1942 года»[10]
- орден Красной Звезды (1944)[11]
- медаль «Партизану Отечественной войны» I степени (1944)
- медаль «За доблестный труд в Великой Отечественной войне 1941—1945 гг.» (1945)
- медаль «За победу над Германией в Великой Отечественной войне 1941—1945 гг.» (18.08.1945)[12]
- заслуженный деятель искусств БССР (1967)
- Государственная премия БССР (1968) — за фильм «Генерал Пуща» (1967)
- орден Трудового Красного Знамени (1971) — за трудовые заслуги и вклад в советское киноискусство
- народный артист БССР (1974)[6]
- орден Дружбы народов (1979) — за заслуги в развитии советского киноискусства и в связи с семидесятилетием со дня рождения[13]
- орден Отечественной войны II степени (06.04.1985)[14]